# Bösenbechhofen

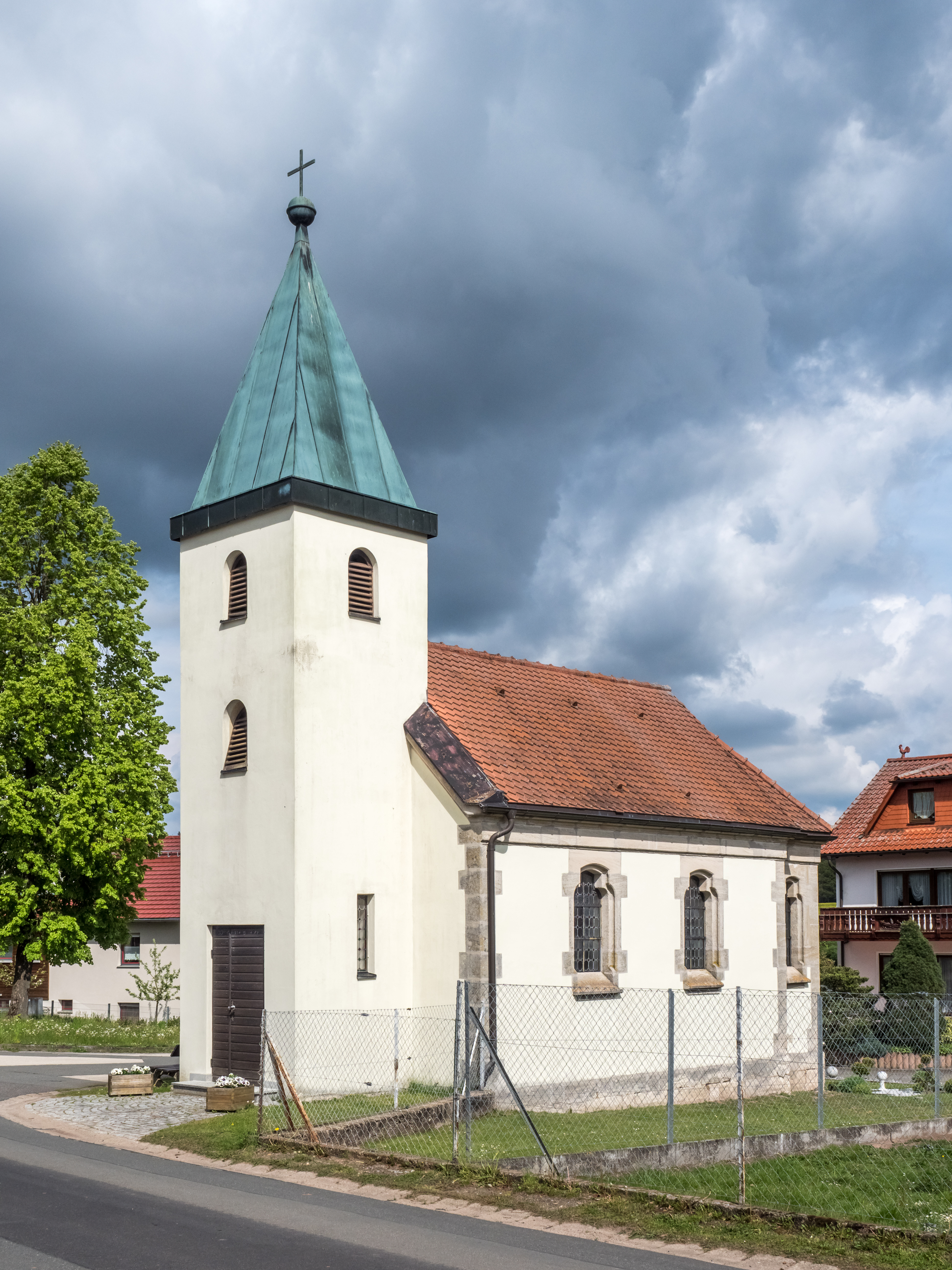
Marienkapelle

Bösenbechhofen ist ein Gemeindeteil der Stadt Höchstadt an der Aisch im Landkreis Erlangen-Höchstadt (Mittelfranken, Bayern). Bösenbechhofen liegt in der Gemarkung Etzelskirchen.

## Geografie
Das Dorf liegt inmitten einer Waldlichtung an dem rechten Oberlauf des Erlenbachs, eines linken Zuflusses der Aisch. Dieser Bach speist eine Kette von Weihern, nördlich des Ortes Bösenbechhofener Weiher (zum Teil Naturschutzgebiet), südlich des Ortes Münchsweiher genannt. Das Waldgebiet im Norden heißt Grethelmark mit den kleineren Parzellen Wegholz, Dormannsholz, Dickeiche und Eichenschlag.
Die Staatsstraße 2254 verläuft nach Saltendorf (1 km südwestlich) bzw. nach Zentbechhofen (4,2 km nordöstlich). Eine Gemeindeverbindungsstraße führt zur Kreisstraße ERH 16 bei Aisch (2,2 km südöstlich).

## Geschichte
Aus dem Ortsnamen kann geschlossen werden, dass dort Holzteer hergestellt wurde (→ Pechofen). Zur Unterscheidung des in der Nähe gelegenen (Zent-)Bechhofen erhielt der Ort den Zusatz „Bösen-“, der auf ungünstige Bodenverhältnisse hinweist. Demnach ist von einer Gründung erst während des Siedlungsausbaus im 10. Jahrhundert auszugehen. 1202 übereignete ein nicht näher bezeichneter Wolfram seine lehensherrlichen Ansprüche im Ort dem Benediktinerkloster Michelsberg. Das Kloster hatte dort offenbar schon 1123 lehensherrliche Ansprüche, wie aus einer Urkunde hervorgeht, in der der Bamberger Bürger Gottfried Cornhunt mit einem Gut belehnt wurde. Weitere Lehensträger waren die Ministerialen von Aisch, in der Folgezeit deren Nachfahren, die Truchsesse von Nainsdorf. 1348 war Bösenbechhofen wieder direkter Besitz des Klosters. In Folge des Dreißigjährigen Kriegs verödete der Ort und galt 1653 noch als halb verfallen.
Gegen Ende des 18. Jahrhunderts gab es in Bösenbechhofen 12 Anwesen (2 Halbhöfe, 8 Sölden, Jägerhaus, Schäferei). Das Hochgericht übte links des Dorfbachs das bambergische Centamt Höchstadt aus, rechts des Bachs das bambergische Centamt Bechhofen. Die Dorf- und Gemeindeherrschaft hatte das Kastenamt Gremsdorf des Klosters Michelsberg, das auch alleiniger Grundherr war. Außerdem gab es ein Gemeindehirtenhaus.
Im Rahmen des Gemeindeedikts wurde Bösenbechhofen dem 1808 gebildeten Steuerdistrikt Etzelskirchen und der im selben Jahr gebildeten Ruralgemeinde Etzelskirchen zugewiesen.
Am 1. Januar 1972 wurde Bösenbechhofen im Zuge der Gebietsreform in die Stadt Höchstadt an der Aisch eingegliedert.

### Baudenkmal
- Katholische Kapelle St. Michael

### Einwohnerentwicklung
| Jahr      | 001819 | 001861 | 001871 | 001885 | 001900 | 001925 | 001950 | 001961 | 001970 | 001987 |
| Einwohner | 72     | 76     | 82     | 111    | 93     | 77     | 87     | 81     | 87     | 73     |
| Häuser    |        |        |        | 18     | 18     | 15     | 15     | 15     |        | 16     |
| Quelle    | [ 9 ]  | [ 10 ] | [ 11 ] | [ 12 ] | [ 13 ] | [ 14 ] | [ 15 ] | [ 16 ] | [ 17 ] | [ 1 ]  |

## Religion
Der Ort ist römisch-katholisch geprägt und nach St. Jakobus der Ältere (Etzelskirchen) gepfarrt. Die Einwohner evangelisch-lutherischer Konfession waren ursprünglich nach St. Oswald (Lonnerstadt) gepfarrt, heute ist die Pfarrei Höchstadt zuständig.